# Ana Pop-Corondan
Ana Pop-Corondan (n. 30 iulie 1922, Cluj — d. 9 februarie 2005, Cluj-Napoca) a fost o cântăreață română de muzică populară din Ardeal și de romanțe.
În urma Dictatului de la Viena (1940) se refugiază și ajunge la București.

## Activitatea artistică
A activat ca solistă vocală la Teatrul „Constantin Tănase”, unde i-a cunoscut pe Maria Tănase, Ioana Radu, Rodica Bujor, Ion Luican, Gică Petrescu etc.
În 1963 revine la Cluj și se angajează la Orchestra populară a Filarmonicii de Stat „Transilvania”, de unde se pensionează în 1967.
A efectuat numeroase imprimări la Radiodifuziunea Română (Cluj și București) și la casa de discuri Electrecord, cu acompaniamentul orchestrelor conduse de dirijorii Victor Predescu, Nicu Stănescu, Ilie Tetrade, George Vancu, Radu Voinescu. Cântecul cel mai cunoscut al artistei este M-am suit în dealul Clujului, înregistrat în anul 1963 cu orchestra Ansamblului folcloric de cântece și dansuri al Sfatului Popular al Capitalei, dirijată de Traian Târcolea. Acest cântec la origine a avut un alt text care a fost cenzurat de comisiile artistice ale timpului. Autorul textului acceptat de respectivele comisii este Vlaicu Bârna.

## Distincții
- Cetățean de onoare al municipiului Cluj (1997)[2]
- Ordinul național Pentru Merit, în grad de Cavaler (2002)[3]